# Zeravani
Gli Zerevani (Curdo centrale: زێرەڤانی Zêrevanî) (o Zeravani, talvolta esercito Zeravani) sono la forza di polizia militarizzata operante per il governo regionale del Kurdistan dell'Iraq. Sono sotto il controllo del ministro degli interni curdo, ma fanno parte dei Peshmerga (Forze armate), e forniscono un servizio di sicurezza per le proprietà del governo ed industriali e danno supporto alla polizia civile e militare.
Dal 2009 hanno cominciato un allenamento (condotto dai Carabinieri) con la polizia federale irachena. Dal 2014 anche gli Zeravani sono sotto allenamento con 
la Combined Joint Task Force – Operation Inherent Resolve (in italiano: Task force unita combinata - Operazione Determinazione intrinseca).